# Anicet Adjamossi
Anicet Adjamossi (Porto Novo, 15 marzo 1984) è un ex calciatore beninese, di ruolo difensore.

## Caratteristiche tecniche
È un terzino destro.

## Carriera

### Club
Comincia a giocare al Bordeaux 2. Nel 2004 si trasferisce al Pau. Nel 2005 passa all'Entente SSG. Nel 2006 viene acquistato dall'Istres. Nel 2007 si trasferisce al Créteil-Lusitanos. Nel 2008 viene acquistato dal Racing Ferrol. Nell'estate 2009 passa al Diósgyőr. Nel gennaio 2010 si trasferisce al Mogas 90. Nell'estate 2010 si accasa al Saint-Colomban Locminé. Nel 2015 viene acquistato dal La Vitréenne.

### Nazionale
Ha debuttato in Nazionale nel 2002. Ha partecipato, con la Nazionale, alla Coppa d'Africa 2004 e alla Coppa d'Africa 2008. Ha collezionato in totale, con la maglia della Nazionale, 45 presenze e 4 reti.